# Iserbrook
Iserbrook è un quartiere della città tedesca di Amburgo. È compreso nel distretto di Altona.